# 王忠顺
王忠顺（？—945年10月2日），五代十国时期闽国、殷国将领。
王忠顺本为泉州牙将，为泉州散员指挥使留从效的党羽。后晋开运元年（闽永隆六年、殷天德二年）十一月（944年11月19日—12月17日），留從效与党羽王忠顺、董思安、陳洪進、張漢思等人，斩杀篡夺闽国政权的朱文進任命的泉州刺史黃紹頗。留從效、王忠顺、董思安等三人自稱平賊統軍使，陈洪进等人自称指挥使，並请殷帝王延政之姪王繼勳主持泉州军府事务，奉殷帝王延政為主。王延政封王继勋为侍中、领泉州刺史，留从效、王忠顺、董思安为泉州都指挥使，陈洪进为泉州马步行军都校。
后晋开运二年（闽天德三年）正月（945年2月15日－3月16日），朱文进被杀，王延政改称闽帝。二月（945年3月17日—4月14日），南唐军在建州大败闽军。王延政非常害怕，固守建州城，并命令董思安和王忠顺率领泉州兵5000人到建州，分守各处要害。八月廿四·丁亥（10月2日），南唐军攻破建州城，王延政投降，王忠顺战死，董思安率残部逃回泉州，闽国灭亡。